# Pompeii EP
Pompeii EP to EP nagrana przez Beirut. Album nagrał własnymi siłami Zach Condon jeszcze przed debiutowym Gulag Orkestar. Na początku EP-ka dostępna była tylko przez eMusic oraz Rough Trade Digital, teraz można ją kupić również na iTunes. Okładka oprócz Zacha (po lewej) przedstawia również Ross Condona - młodszego brata wykonawcy.

## Lista utworów
1. "Fountains and Tramways" - 4:01
2. "Napoleon on the Bellerophon" - 3:31
3. "Monna Pomona" - 2:07 (only available through Rough Trade)